# 간다 기요오
간다 기요오(일본어: 神田 清雄, 1900년 7월 22일 ~ 1970년 5월 9일)는 일본의 축구 선수이다.

## 국가대표팀 경력
그는 1923년 극동 선수권 대회에 참가할 일본 국가대표팀에 발탁되었으며, 5월 23일 필리핀와의 경기에서 데뷔했다. 1925년 극동 선수권 대회에도 출전했다. 그는 1925년까지 국제 A매치 통산 4경기에 출전했다.

## 통계
| 일본 | 일본 | 일본 |
| 연도 | 출전 | 득점 |
| ---- | ---- | ---- |
| 1923 | 2    | 0    |
| 1924 | 0    | 0    |
| 1925 | 2    | 0    |
| 통산 | 4    | 0    |